# 德里克·奥格布
德里克·丘卡·奥格布（Derick Chuka Ogbu，1990年3月19日—），通称丘卡，是一名尼日利亚职业足球运动员，司职前锋。最後效力于罗马尼亚足球乙级联赛球队克卢日大学足球俱乐部。

## 俱乐部生涯
丘卡在卡塔尔星级足球联赛球队乌姆沙拉尔开始职业足球生涯，2011年夏季曾在亨克·滕卡特的推荐下到埃因霍温试训，但没有成功。2011年8月10日，他加盟比利时球队奧哈瓦里。2013年夏季，他加盟罗马尼亚劲旅CFR克卢日，在2013/14赛季罗马尼亚足球甲级联赛中出场25次打进6球。2014年7月25日，中国足球超级联赛球队辽宁宏运宣布丘卡加盟球队。